# .lb
.lbは国別コードトップレベルドメイン（ccTLD）の一つで、レバノンに割り当てられている。
公式の登録ルールでは、レバノンの公式の商標登録証が必要である。そして商標の所有者はレバノンの国民であることとされている。
.com.lbや.edu.lbのサブドメインへの登録には、このサブドメインの資格を満たす機関であることを証明する必要がある。さらに、.lbの下の登録名は重複していないことが求められる。例えば、example.com.lbとexample.org.lbの重複も許されない。これは、登録機関が将来的に全てのサードレベルへの登録をセカンドレベルに移す可能性を残しておきたいと考えているからである。

## セカンドレベルドメイン
- com.lb - 商業
- edu.lb - 教育
- gov.lb - 政府
- net.lb - ネットワークインフラ
- org.lb - 組織